# Vinzenz Reifner
Vinzenz Reifner   (Terezín, 25 d'octubre de 1878 - Dresden, 26 de novembre de 1922) fou un compositor bohemi.
Estudià filosofia en la Universitat de Praga i música amb Cyrill Kistler.
Les seves principals composicions són els poemes simfònics Frühling, Dornröschen i Die Bremer Stadtmusikanten, un ballet-obertura i una balada per a solos, cor i orquestra. També és autor de diversos lieder i altres composicions de menor importància, havent-se popularitzat en la seva època alguns dels lieders en el seu país.